# Running (canção de Dua Lipa)
"Running" é uma canção da cantora inglesa Dua Lipa. Composta pela própria em conjunto com Andrew Wyatt, sendo produzida por Stephen Kozmeniuk, a canção faz parte da reedição do seu álbum de estréia, Dua Lipa: Complete Edition, e lançada em 19 de outubro de 2018 pela Warner Bros. Records.

## Antecedentes
"Running" foi anunciado por Lipa através de seu Twitter em 4 de setembro de 2018, juntamente com o anúncio da reedição de seu álbum de estréia com três novas músicas, incluindo esta com "Want To" e "Kiss and Make Up", e inserir as colaborações recentes da cantora com Sean Paul, Calvin Harris, Silk City e Martin Garrix.

## Composição
"Running" é uma faixa influenciada pelo gênero R&B, com toques do dance e synthpop. Em relação á letra, Lipa fala sobre uma "quebra de confiança" de um casal.

## Lista de faixas
| Download digital e streaming |           |         |  |
| N.º                          | Título    | Duração |  |
| 1.                           | "Running" | 3:41    |  |

## Créditos
Lista-se abaixo os profissionais envolvidos na elaboração de "Running", adaptados do serviço Tidal:
- Dua Lipa: composição, vocalista principal
- Andrew Wyatt: composição, piano
- Stephen "Koz" Kozmeniuk: composição, guitarra, bateria, programação
- John Davis: masterização
- Matty Green: mixagem
Referências

1. ↑  «Dua Lipa Confirms 'Running' & 'Want To' Will Feature On Complete Edition Of Album». Capital (em inglês). Consultado em 6 de fevereiro de 2019
2. 1 2  «Dua Lipa announces a super deluxe edition of her debut album with new songs». www.officialcharts.com (em inglês). Consultado em 6 de fevereiro de 2019
3. ↑  «Nieuwe singles Dua Lipa – "Running" & "Kiss and Make Up (feat. BLACKPINK)"». Dansende Beren (em neerlandês). 19 de outubro de 2018. Consultado em 6 de fevereiro de 2019
4. ↑  Mata @RonnieMata12, Ronnie. «Dua Lipa's new songs shine in self titled re-release». The Battalion (em inglês). Consultado em 6 de fevereiro de 2019
5. ↑  «Dua Lipa Dishes on New Music and Dream Collaborations». E! Online (em inglês). 3 de outubro de 2018. Consultado em 6 de fevereiro de 2019
6. ↑  «Try the TIDAL Web Player». listen.tidal.com (em inglês). Consultado em 6 de fevereiro de 2019